# Мельников Андрій Жанович
Андрій Жáнович Мєльников (нар. 7 липня 1980, Дніпропетровськ) — український актор театру та кіно, Заслужений артист України (2013).

## Життєпис
Народився 7 липня 1980 року у місті Дніпропетровську, в театральній сім'ї. Батько — Народний артист України Жан Мельников.
З 1995 по 1999 рік навчався у Дніпропетровському театрально-художньому коледжі за фахом актор драматичного театру (курс режисера-педагога Неллі Пінської), після закінчення якого за розподілом потрапляє до Дніпропетровського академічного театру російської драми ім. М. Горького. Вже бувши актором театру, здобуває спеціальність — менеджер організацій, менеджер зовнішньо економічної діяльності в Національному гірничому університеті (2001—2009).
З 1999 року — провідний актор Дніпропетровського театру російської драми ім. М. Горького. З 2013-го року — Заслужений артист України.

## Театральні роботи
Дипломні роботи у Дніпропетровському театрально-мистецькому коледжі
- «Продавець дощу» за однойменною п'єсою Річарда Неша; реж. Неллі Пінська — Джим
- «Моє кохання, Електра» Ласло Дюрко; реж. Вадим Пінський — Хор / Діоген
- «Дами та гусари» за однойменною п'єсою Александра Фредро; реж. Неллі Пінська — поручик Едмунд
- «Олеся» Марка Кропивницького; реж. Неллі Пінська — Левка
- «Русалонька» пластична вистава за мотивами однойменної казки Ганса Крістіана Андерсена
- «Емеля» російська народна казка; реж. Григорій Богомаз-Бабій — Воєвода

Дніпровський академічний театр драми і комедії
- 1999 — «Король Лір» за однойменною п'єсою Вільяма Шекспира; реж. Вадим Пінский — Герольд
- 1999 — «Дубровський» за мотивами однойменного роману Олександра Пушкина; реж. Володимир Саранчук — Гриша
- 2000 — «Солодкоголосий птах юності» Теннессі Вільямса; реж. Вадим Пінский — Том Фінлі-молодший
- 2000 — «Пригоди Буратіно в новорічну нічь» А. Козловского — Артемон
- 2001 — «Зозулині сльози, або Театральний романс» Олексія Толстого; реж. Володимир Саранчук
- 2001 — «Гравці» за однойменною п'єсою Миколи Гоголя; реж. Володимир Жевора — Олексій
- 2002 — «Мистецтво злочину» Є. Шеффера; реж. Вадим Пінский — Матросик
- 2002 — «Дванадцять місяців» за однойменною п'єсою Самуїла Маршака; реж. Жан Мельников — Квітень
- 2003 — «Трагедія про Короля» за Вільямом Шекспиром; реж. Жан Мельников — Герольд
- 2003 — «Акомпаніатор» А. Галіа; реж. Жан Мельников — Григорій
- 2004 — «Воскреслий та злий» Т. Оглобліна; реж. Жан Мельников — Бард
- 2004 — «У сутінках» Олексія Дударова; реж. Жан Мельников — Тімон
- 2004 — «Ємелине щастя» Володимир Новицький, Роман Сеф; реж. Жан Мельников — Ємеля
- 2004 — «Се-ля-ві, або Чоловічий рід, однина» Жана-Жака Брікера і Моріса Ласега; реж. Жан Мельников — Луї Ламар
- 2005 — «Фальшива монета» Максима Горького; реж. Борис Клюєв — Глінкін
- 2005 — «Занадто одружений таксист» Рея Куні; реж. Жан Мельников — Стенлі Поуні
- 2005 — «Останній герой» Олександра Марданя; реж. Жан Мельников — Віталій
- 2006 — «Ці вільні метелики» Леонарда Герша; реж. Олександр Голубенко — Дональд Бейкер
- 2008 — «На всякого мудреця досить простоти» за однойменною п'єсою Олександра Островского; реж. Жан Мельников — Єгор Дмитрович Глумов[3]
- 2009 — «Мир дому твоєму» за «Тев'є-молочником» Шолом-Алейхема; реж. Жан Мельников — Менахем
- 2014 — «Інші духом» А. Калініченко; реж. Жан Мельников — Тарас Шевченко[4]
- 2023 — «Кассандра» Лесі Українки; реж. Олексій Клейменов — Егіст
- 2023 — «Академія сміху» Кокі Мітані; реж. Яніна Бабченко  — Автор

## Фільмографія
- 2003 — Дикий табун — Володимир Гривцов, фотокореспондент
- 2013 — П'ята варта — епізод
- 2014 — Пляж — Андрій, серфер
- 2014 — Я хочу туфлі
- 2016 — Inside Out — Jack, Lawyer
- 2016 — The Funeral Director — Mourner
- 2016 — Співачка — Гінеколог у Голландії
- 2016 — Дедушка — Денис, художник
- 2017 — Пес 4 — Артур, вершник без голови
- 2017 — Через біди та печалі — епізод
- 2003 — Donbass — репортер
- 2018 — Опер по вызову — Андрій, Голова організації «Анархія»
- 2019 — Мавки — Скляр, екстрасенс, лектор

## Визнання та нагороди
- 2001 — Лауреат вищої театральної нагороди Наддніпрянщини «Січеславна» у номінації «Найкраща чоловіча роль» за роль Григорія у виставі «Акомпаніатор» А. А. Галина[5]
- 2008 — Лауреат другого всеукраїнського фестивалю академічних театрів «Данапріс» у номінації «Кращий акторський ансамбль» за роль Тімона у виставі «У сутінках» О. Дударєва[6]
- 2009 — Переможець вищої театральної нагороди Наддніпрянщини «Січеславна» у номінації «Гран-Прі» за роль Єгора Глумова у виставі «На всякого мудреца достаточно простоты» О. Островського[7]
- 2010 — Лауреат вищої театральної нагороди Наддніпрянщини «Січеславна» у номінації «Найкраща чоловіча роль другого плану» за роль Менахема у виставі «Світ дому твоєму» Шолом-Алейхема[8]
- 2010 — Почесна грамота Міністерства культури України за вагомий особистий внесок у створення духовних цінностей та високу професійну майстерність
- 2013 — Заслужений артист України